# موریس شیل
موریس شیل (فرانسوی: Maurice Schilles‎; ۲۵ فوریهٔ ۱۸۸۸ – ۲۲ دسامبر ۱۹۵۰) دوچرخه‌سوار اهل فرانسه بود.